# Златоструй (алманах)
Вижте пояснителната страница за други значения на Златоструй.
„Златоструй“ е ежегоден алманах на „Дружеството на писателите в Шумен“, водещ своето начало от 1996 г.
Традиционно в сборника се публикува поезия и белетристика на автори от Шумен и Област Шумен, както и текстове на преподаватели от Шуменския университет „Еп. Константин Преславски“.
В алманаха се поместват и произведения на чужди автори, гостували в Шумен, творци от други райони на страната, както и научни трудове на местни историци и археолози.